# Perotis
Perotis is een geslacht uit de grassenfamilie (Poaceae). De soorten van dit geslacht komen voor in Afrika, Azië en Australazië.